# 熊本県道47号本渡五和線
熊本県道47号本渡五和線（くまもとけんどう47ごう ほんどいつわせん）は、熊本県天草市を通る県道（主要地方道）である。

## 概要
天草市内中心から五和北部ならびに天草郡苓北町へ抜けるには便利なルートである。

### 路線データ
- 起点：天草市本町下河内（熊本県道44号本渡苓北線交点）
- 終点：天草市五和町二江（国道324号交点）

## 歴史
- 1960年（昭和35年） - 路線認定。当初の整理番号は46。
- その後、1972年（昭和47年）ごろまでに整理番号が108に変更される。
- 1993年（平成5年）5月11日 - 建設省から、県道本渡五和線が本渡五和線として主要地方道に指定される[1]。
- 1994年（平成6年） - 上記告示に基づき整理番号が47に変更される。

## 地理

### 通過する自治体
- 天草市

### 交差する道路
| 交差する道路                | 交差する場所      | 交差する場所 |
| --------------------------- | ----------------- | ------------ |
| 熊本県道44号本渡苓北線      | 本町下河内        | 起点         |
| 熊本県道334号天草空港線     | 五和町城川原1丁目 |              |
| 熊本県道281号坂瀬川御領線   | 五和町城川原1丁目 |              |
| 熊本県道284号坂瀬川鬼池港線 | 五和町手野1丁目   |              |
| 国道324号 国道389号 重複    | 五和町二江        | 終点         |

### 沿線
- 天草飛行場